# 332 Siri
332 Siri (mednarodno ime je tudi 332 Siri) je asteroid tipa  Xk (po SMASS) v glavnem asteroidnem pasu. 

## Odkritje
Asteroid je odkril nemški astronom Max Wolf ( 1863 – 1932) 19. marca 1892 v Heidelbergu. Izvor imena asteroida ni znan.

## Lastnosti
Asteroid Adalberta obkroži Sonce v 4,62 letih. Njegova tirnica ima izsrednost 0,092, nagnjena pa je za 2,848° proti ekliptiki. Premer asteroida je okoli 40 km.